# Achoerodus gouldii
Espèce
Statut de conservation UICN

 VU A2bd : Vulnérable
Achoerodus gouldii (Richardson 1843) est une espèce de poissons de la famille des Labridae. C’est l'espèce type du genre Achoerodus.
John Richardson avait décrit l'espèce dans le genre Labrus, elle transférée dans le genre Achoerodus par Theodore Gill à la création du genre (1863).

## Répartition

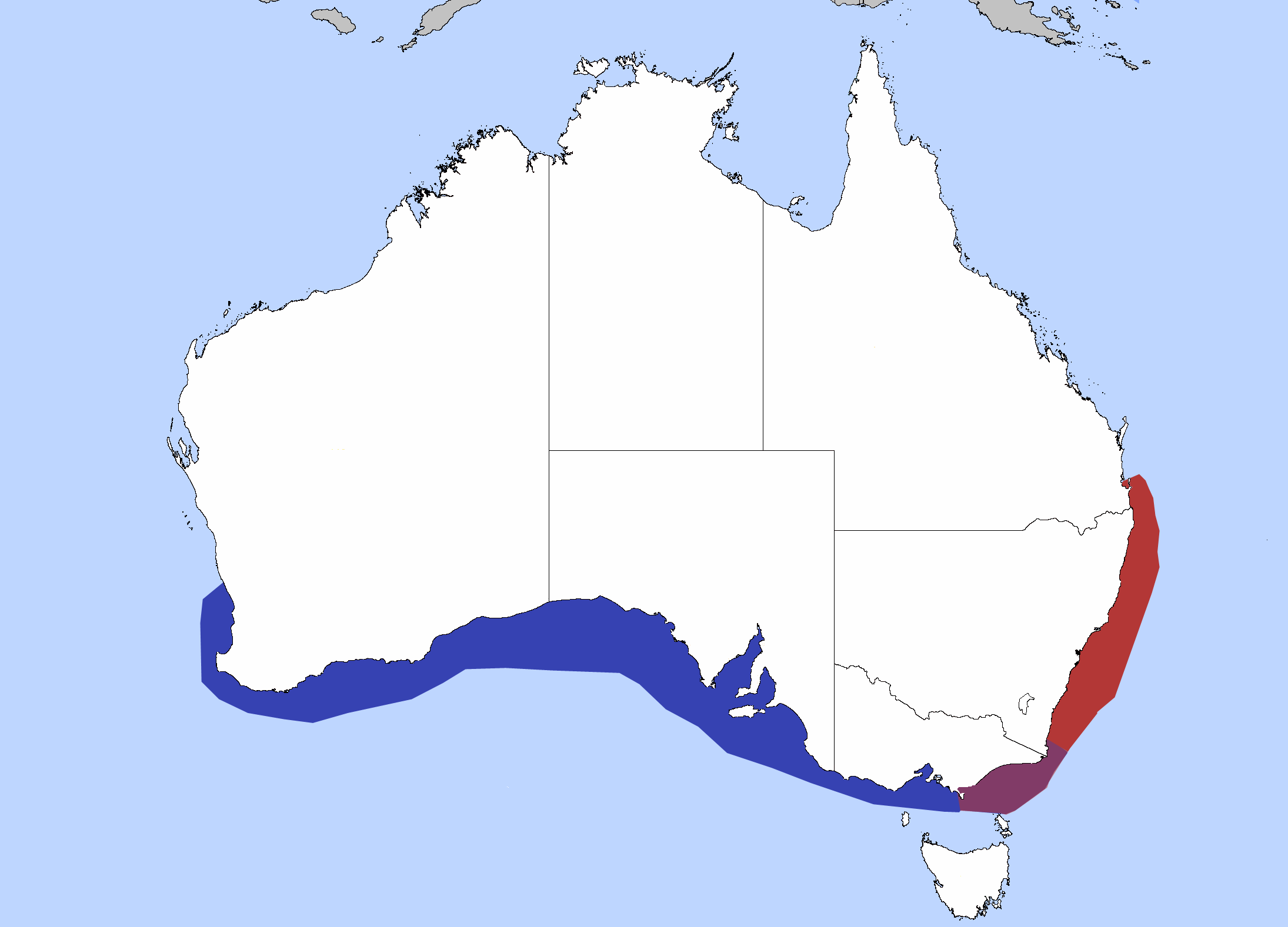
En bleu la répartition.

L’espèce est présente sur le plateau continentale au sud de l'Australie.